# Atletica leggera ai Giochi della XXIII Olimpiade - 200 metri piani maschili

Video della Finale (telecronaca della Abc)

Video della Finale (telecronaca Rai, voce di Paolo Rosi)

I 200 metri piani hanno fatto parte del programma maschile di atletica leggera ai Giochi della XXIII Olimpiade. La competizione si è svolta nei giorni 6-8 agosto 1984 al «Memorial Coliseum» di Los Angeles.

## Presenze ed assenze dei campioni in carica
| Competizione      | Atleta                     | Prestazione    | Los Angeles 1984     |
| ----------------- | -------------------------- | -------------- | -------------------- |
| Olimpiadi 1980    | Pietro Mennea              | 20”19          | Presente             |
| Commonwealth 1982 | Mike McFarlane Allan Wells | 20”43 ex aequo | Solo 100 m Presente  |
| Europei 1982      | Olaf Prentzler             | 20”46          | Germania Est assente |
| Asiatici 1982     | Jang Jae-keun              | 20”89          | Presente             |
| Panamericani 1983 | Elliott Quow               | 20”42          | 5° ai Trials         |
| Africani 1982     | Boubacar Diallo            | 20”97          | Assente              |
| Mondiali 1983     | Calvin Smith               | 20”14          | Solo 100 m           |

1. ↑  Sotto la bandiera della Gran Bretagna.
2. ↑  per il boicottaggio.

## La gara
Si attende la riconferma di Carl Lewis dopo l'oro dei 100, dove ha letteralmente dominato il campo. Anche gli altri due americani sono considerati da medaglia
 Già in semifinale i tre statunitensi mostrano di essere una spanna sopra tutti: nella prima Baptiste precede Jefferson, mentre al terzo posto giunge il campione uscente Pietro Mennea. La seconda semifinale è vinta con largo margine da Lewis, davanti al brasiliano João Batista da Silva.
In finale Carl Lewis esegue un capolavoro di tecnica: la sua curva è perfetta e la corsa sul rettilineo è fluida e decontratta. Al traguardo il cronometro si ferma su un ottimo 19"80, nuovo record olimpico e primato mondiale a livello del mare. Anche il secondo arrivato, Baptiste, scende sotto i 20 secondi netti; Jefferson, terzo, completa un podio tutto statunitense. Mennea, che lottava tra la quarta e la quinta posizione, molla improvvisamente negli ultimi metri ed arriva settimo. Il barlettano stabilisce comunque un record, divenendo l'unico velocista ad aver partecipato a 4 finali olimpiche (consecutive) sui 200 metri piani.

## Risultati

### Turni eliminatori
| 10 Batterie        | 6 agosto (10:00) | 75 partenti   | Si qualificano i primi 3 + i 2 migliori tempi. |
| 4 Quarti di finale | 6 agosto (12:00) | 8 + 8 + 8 + 8 | Si qualificano i primi 4.                      |
| 2 Semifinali       | 8 agosto (16:00) | 8 + 8         | Si qualificano i primi 4.                      |
| Finale             | 8 agosto (18:30) | 8 concorrenti |                                                |

### Finale
| Pos | Atleta                  | Paese          | Tempo | Note            |
| --- | ----------------------- | -------------- | ----- | --------------- |
|     | Carl Lewis              | Stati Uniti    | 19"80 | Record olimpico |
|     | Kirk Baptiste           | Stati Uniti    | 19"96 |                 |
|     | Thomas Jefferson        | Stati Uniti    | 20"26 |                 |
| 4   | João Batista da Silva   | Brasile        | 20"30 |                 |
| 5   | Ralf Lübke              | Germania Ovest | 20"51 |                 |
| 6   | Jean-Jacques Boussemart | Francia        | 20"55 |                 |
| 7   | Pietro Mennea           | Italia         | 20"55 |                 |
| 8   | Ade Mafe                | Regno Unito    | 20"85 |                 |